# Ernest Tidyman
Ernest Tidyman, né le 1er janvier 1928 à Cleveland (Ohio, États-Unis) et mort le 14 juillet 1984, est un journaliste, scénariste et producteur américain.

## Biographie
Après des études à Cleveland, il devient journaliste pendant près de vingt ans puis directeur de magazine, scénariste et producteur pour la télévision et le cinéma. Il est notamment chroniqueur pour The New York Times et New York Post.
Après avoir écrit le scénario du film Les Nuits rouges de Harlem (Shaft), il en publie la novélisation.
Il reçoit l'Oscar du meilleur scénario adapté 1972 et le prix Edgar-Allan-Poe 1972 pour le film French Connection.
Il meurt le 14 juillet 1984 des complications d'un ulcère perforé.

## Filmographie
Sauf indication contraire, les informations mentionnées dans cette section peuvent être confirmées par les bases de données cinématographiques  présentes dans la section « Liens externes ».

### Comme scénariste
- 1971 : Les Nuits rouges de Harlem (Shaft)
- 1971 : French Connection, Prix Edgar-Allan-Poe du meilleur scénario
- 1972 : Les Nouveaux Exploits de Shaft (Shaft's Big Score!)
- 1973 : Ghost in the Noonday Sun
- 1973 : L'Homme des hautes plaines (High Plains Drifter)
- 1975 : Rapport confidentiel (Report to the Commissioner)
- 1976 : Gli esecutori
- 1978 : To Kill a Cop (téléfilm)
- 1979 : Dummy (téléfilm)
- 1979 : A Force of One
- 1980 : Power (téléfilm)
- 1980 : Guyana Tragedy: The Story of Jim Jones (téléfilm)
- 1980 : Alcatraz: The Whole Shocking Story (téléfilm)
- 1983 : Last Plane Out
- 1985 : Stark (téléfilm)
- 1985 : Brotherly Love (téléfilm)

### Comme producteur
- 1972 : Les Nouveaux Exploits de Shaft (Shaft's Big Score!)
- 1979 : Dummy (téléfilm)
- 1980 : Guyana Tragedy: The Story of Jim Jones (téléfilm)

## Œuvre littéraire
- Les Nuits rouges de Harlem, (Shaft), novélisation du scénario du film homonyme, 1970,  Série noire no 1428,  1971
- Shaft, Shaft, Shaft !, (Shaft's Big Score), 1972, Série noire no 1634, 1973
- Le Carnaval des paumés, (Shaft has a Ball), 1973, Série noire no 1709, 1976